# Borovice (symbol)
Borovice (znaky 松, hanyu pinyin: sōng, česká transkripce: sung), jinak pojmenovávaná i jako sosna, je čínský symbol.
Borovice je v čínském umění nejčastěji zobrazovaným stromem. Protože je odolná proti chladu a její jehličí neopadává, stala se symbolem dlouhověkosti, odolnosti, odhodlání, dokonalosti a trpělivosti. Borovice a cypřiš jsou vůdci všech stromů a jsou obrazem sebekázně.
Borovice s bambusem a švestkou jsou „tři přátelé zimy“, ačkoliv švestka kvete vlastně až na jaře. Tato trojice (san you 三友) byla v různých podobách častým doplňkem obrázků a malých dárků, které si mezi sebou vyměňovali staří čínští hodnostáři a literáti. Pro staré čínské literáty představovala nerozlučnou trojici také loutna, víno a poezie. Lidové dřevořezy neméně často zobrazují i "tři hlavní přání", čínsky san tuo (三多, doslova třikrát hodně), metaforicky vyjadřující touhu po štěstí (v podobě dítěte), bohatství (v osobě hodnostáře) a dlouhověkosti (stařec s jeřábem). V dialektech dostávají čísla ještě další, nejčastěji fonetické asociace. Trojka je například v kantonštině spojována s významem "žít", "narodit se".
Borovice a jeřáb symbolizují poslední roky dlouhého života. Možná s tím souvisí starý obyčej zasadit na hrob borovici. Také v čínském básnictví zaujímá borovice přední místo. Sung-laj – „hudba jehličnanů“, sung-tchao – „šumění borovic“, jsou běžné výrazy. Konfuciovy Hovory (Lun-jü) se často zmiňují o borovici („svým tichým bytím si prodlužuje život. Teprve když nastane zima, všimneme si, jak pozdě odkládají borovice a cypřiš svůj šat“). Takovéto narážky nalezneme často u přírodních lyriků z doby Tchang, například v básni „Borovice ve dvoře“ od Paj Ťü-iho (772–846): „Jaké dobrodiní mi prokázaly, od té doby, co s nimi sdílím život? Jen trochu uvolnily pouta mého srdce. Přesto jsou mými užitečnými přáteli a splňují přání po hovorech s moudrými“ (přeloženo podle Franzisky Meisterové).
Staré borovice jsou ve velké úctě. První císař jmenoval borovici, která stála na úpatí hory Tchaj-šan, mandarínem pátého řádu. Protože její jehličí roste v páru, zastupuje borovice někdy také manželské štěstí.